# Гексахлороселенат калия
Гексахлороселенат калия — неорганическое соединение,
комплексная соль, хлорид селена и аммония
с формулой K2[SeCl6],
жёлтые кристаллы,
растворяется в воде с гидролизом.

## Получение
- К подкисленному соляной кислотой водному раствору тетрахлорида селена добавляют хлорид калия:

{\displaystyle {\mathsf {SeCl_{4}+2KCl\ {\xrightarrow {HCl}}\ K_{2}[SeCl_{6}]}}}

## Физические свойства
Гексахлороселенат калия образует жёлтые кристаллы.
Растворяется в воде с гидролизом.
Не растворяется в концентрированной соляной кислоте.